# 章党站
章党站，位于中华人民共和国辽宁省抚顺市东洲区章党镇，是沈吉铁路上的火车站，建于1927年，由沈阳铁路局管辖。

## 車站周邊
- 东方德才中学
- 抚顺县章党镇人民政府
- 抚顺县国税局章党税务所
- 中国邮政储蓄银行松江路支行
- 中国联通章党营业厅

## 歷史
- 建于1927年。

## 外部連結
- 中国铁路客户服务中心 （页面存档备份，存于）